# إلوي ألفارو
خوسيه إلوي ألفارو دلغادو (بالإسبانية: Eloy Alfaro) وُلد في مونتكريستي، إكوادور، 25 يونيو عام 1842 وتوفى في كيتو، إكوادور، 28 يناير عام 1912 وكان رئيساً لجمهورية إكوادور .مرتان في فترات تتألف بين 1897-1901 و1906-1911، لواء للجيش بإكوادور عام 1895 وقائد الثورة الليبرالية الإكوادورية (1895-1924). لدوره الأساسي في معارك الثورة ولقيامة بصدّ التيار المحافظ لما يقرب من 30 عاماً، يعرف بالمصارع القديم.
بدأ ألفارو نضاله ضد الكاثوليكيين المحافظين منذ الستينات في القرن التاسع عشر، ولكن القوات الثورية عينته القائد الأعلى للمحافظات ولمانابي وإزميرالداس، خلال تمرده في فبراير 1883، الذي استمر حتى 11 أكتوبر من هذا العام، عندما نظمت حكومة مؤقتة التي أعادت السياسة المحافظة في السلطة. فقد أصبح ألفارو واحدا من أكبر المعارضين  للرئيس جبريل غارسيا مورينو وصاحب نهج السياسة المحافظة الذي ظل في السلطة حتى بعد وفاته.
يوم 5 يونيو عام 1895، ثار شعب غواياكيل على الرئيس المؤقت فيسنتي لوسيو سالازار وقام بتعيينه القائد الأعلى، ولذلك إلوي ألفارو يعود إلى البلاد من المنفى في بنما وتبدأ الثورة الليبرالية والحرب الأهلية القصيرة لاحتلال السلطة.
يوم 17يناير عام 1897 عُين رئيس دستوري حتى 1 سبتمبر عام 1901، ومن بين إنجازاته الرئيسية فإنه قد فصل بين الكنيسة والدولة. بعد فترة ولايته الأولى، أيد خليفته ليونيداس بلازا جوتيريز، ومع ذلك بعد فترة وجيزة، ظهرت خلافات بين كِلاهما. عارض حكومة ليزاردو غارسيا في يوم 1من يناير عام 1906 وبعد بضعة أيام، في يوم 17 من يناير أعلن قائد أعلى وحكم البلاد حتى يوم 12 أغسطس عام 1911. في الفترة الثانية من حكم ألفارو أجريت تغييرات عديدة بما فيها تتضمن إضفاء الشرعية على الطلاق وإنشاء العديد من المدارس العامة وأسست حرية التعبير، وضعت الحقوق العلمانية في التعليم المجاني وأيضا الزواج المدني. ومع ذلك يعتبر أكبر إنجاز في هذه الفترة بأنه قد انتهى من بناء السكك الحديدية الممتدة عبر جبال الأنديز التي تربط بين مدن غواياكيل وكيتو.
بعد انتهاء مهامه، خلال حكم اميليو استرادا كارمونا، ألفارو شكك بشدة على إدارة الرئيس وإيطاليا ألفارو، سرعان ما بدأت في تنظيم سلسلة من الانتفاضات العسكرية. تم نفي ألفارو  إلى بنما أثناء الحكم المؤقت لكارلوس فريل زالدومبيدي. في يوم 4من يناير عام1912عاد لبلدة وسرعان ما اقترح حوار مع الحكومة، ومع ذلك سجنه الجنرال ليونيداس بلازا. في يوم 28 يناير عام 1912، دخل السجن حشد من الناس في كيتو متأثرين بالسياسيين والمحافظين حيث ألقوا القبض على ألفارو وأسرهم وأصدقائهم، وبعد الإعدام دون محاكمة، سحبوا جثث القادة الليبراليين لشوارع كيتو إلى الحديقة الإيخيدو وحرقهم في نهاية المطاف.
يعتبر أن إرثه الأكثر أهمية كان دفاع عن القيم الديمقراطية والوحدة الوطنية والنزاهة الإقليمية لإكوادور، العلمانية وتحديث المجتمع الإكوادوري، من خلال الأفكار الجديدة بالتعليم وبأنظمة النقل والاتصالات. تحمل اسمه الكلية العسكرية للجيش الإكوادوري، وأيضاً سفينة قائد الأسطول البحري. ويُعتبر في تاريخ الإكوادور واحداً من القادة الأكثر تميزاً.

## السيرة الذاتية

إلوي ألفاروخوسيه

إلوي ألفارو دلغادو هو ابن خوان الفارو جونثاليث، الجمهوري الإسباني المولود في سيرفيرا ديل ريو الاما (لا ريوخا) والذي جاء لإكوادور كمنفياً سياسياً وماريا لوبيز دلغادو ناتيفيداد التي ولدت في مونتكريستي في 8 سبتمبر 1808، وماريا لوبيز دلغادو ناتيفيداد ابنة رافائيل دي لا كروز دلغادو وأمها هي ماريا دى لا كروث لوبيث، الذي كان عدة مرات عضو مجلس ادارى في مونتكريستي.
وفقا للتقاليد، وكان دلغادو مونتكريستي لقبة الصحيح كيخيخى، من سلالة القائد كيخيخى، الذي أجبر على اتخاذ لقب قائد إسباني يدعى دلغادو.
تلقى خوسيه إلوي تعليمه الابتدائي في مسقط رأسه وعند انتهاء هذه الدراسات، كرس حياته لمساعدة والده في مجال الأعمال التجارية. خلال شبابه تعرف على ليبرالية الإكليروس، المذهب الذي عرف فيما بعد باسم الليبرالية الراديكالية الإكوادورية. حارب ضد رؤساء مثل غارسيا مورينو، بوريرو فينتيميلا، وكامانيو، فإنه يعرف تقليدياً باسم «مقاتل قديم» أو «جنرال الهزائم». مر إلوي ألفارو بالعديد من الصعوبات الخطيرة في حملات مختلفة أطلقت بهدف مكافحة الطغيان وفي هذه المعارك أنفق ثروته المكتسبة في بنما وبمساعدة زوجته من تلك الجنسية آنا باريديس اروسيمينا التي أنجب منها تسعة أطفال هم: بوليفار، إسميرالداس، كولومبيا، كولومبوس، بوليفار، وآنا ماريا، وأمريكا، اولميدو وكولون إلوي ورافائيل الذي ولد خارج رباط الزوجية.
من سن مبكر شارك في أعمال المتمردين كما في كولورادو، أنه تقريبا فقد حياته في المعركة البحرية ألاخويلا. عندما حاول الهبوط في إكوادور مع جماعه ثورية وهزمه الحاكم المحافظ. ذلك بإغراق سفينته ولكنه نجا لتشبثه بالبرميل. أيضاً شارك في معارك مونتكريستي وغالطة وسان ماتيو وإسميرالداس وغواياكيل، جاراميخو وكوينكا وشاسكي.
خلال منفاه، وقام بجولة في أمريكا الوسطي مع مجلس الشيوخ والنواب في نيكاراغوا، الذي أعطاه رتبة لواء في ذلك البلد. كما ورد من حكومة الرئيس رافائيل كوريا في عام 2012، أن ألفارو لن يصبح أبداً جنرال للجيش الإكوادوري، في حفل خاص في يوم من5 يونيو عام 2012 روج له بعد وفاته رتبة جنرال في الجيش، وهي أعلى رتبة في لجيش الإكوادوري في هذه الأيام، ولكن لم تكن موجودة في وقته.
المؤرخون العسكريون كالرئيس السابق لكيتو وبطل معركة سينيبا الجنرال (ص) باكو مونكايو، وضحوا أن إلوي ألفارو كان قانونياً لواء للجيش في إكوادور منذ يوم 24 أغسطس عام 1895. وأنه لم يكن «جنرال للجيش» لعدم وجود هذه الرتبة في وقته. تم ترقية ألفارو من قبل مجلس الوزراء عندما عقد المجلس الأعلى للجمهورية، ووفقا للمرسوم الخاص والذي يذكر انتصاراته في معارك الحرب الأهلية من ذلك العام، مثل جاتازو.
قال مونكايو أنه وفقا لوثائق وزارة الحرب والقوات البحرية في إكوادور عام 1900، التي نشرت في ذلك العام الرتب العسكرية للجنرالات الإكوادوريين مع تحفهم الخاصة، تم تعيين إلوي ألفارو برتبة عميد في يوم 2 فبراير عام 1883، خلال الحرب الأهلية التي أطاحت بالجنرال أغناسيو دى فينتيميلا الذي احتل منصب المرشد الأعلى والقائد العام للجيش الجمهوري، أي دكتاتور.
كما انه أيد العديد من الليبراليون مثل الكاتب خوان مونتالفو الذي عرض عليه مساعدة مالية. مجد ذكرى مونتالفو كسيد للشعب الإكوادوري مرة واحدة في السلطة.
في عام 1911 قام بانقلاب في إكوادور، للعودة إلي قيادة البلد لكنه هزم من قبل قوات الحكومة الدستورية بالقرب من غواياكيل، مبعوث مُعتقل في كيتو، في السكك الحديدية التي حث على بناءها.
نتيجة لمحاولة الانقلاب تم إرساله سجين إلي كيتو يوم 28 يناير عام 1912 حشد من الناس في العاصمة، يشتبه«مشتبه» انه مستوحى من المعارضة وأعداءة السياسيين ورجال الدين الكاثوليكيين، أنة هاجم«اقتحم» بينال غارسيا مورينو حيث كان في السجن. وقد أعدم ألفارو من قبل الحوذيون والعاهرات المعروفات، وجنود يرتدون ملابس مدنية والمؤمنين الكاثوليك وحطامة الفقيرة والمحروقة في محرقة، هي واحدة من أفظع الأحداث في تاريخ الإكوادوري.

## الرئاسة
فترة الحكم الأولى: من 5 يونيو عام 1895 إلى 31 أغسطس عام 1901. وقع ألفارو أثناء فترة رئاسته الأولى. على «أتفاقية هارمان»، التي بموجبها أكد على سرعة استمرار العمل في خط السكة الحديد من غواياكيل إلى كيتو التي تصل إلى الساحل في هذه الفترة. كما أعطى كثيراً إلوي ألفارو حافزاً للتعليم.يوم 25 مايو عام 1896 يده اليمنى، «العقيد لوسيانو كورال موريلو» افتتح مدرسة بوليفار دى تولكان كونها أول مدرسة علمانية في البلد
ومدرسة الفنون والحرف اليدوية في عام 1907، ووالمعهد الوطني «ميخيا» في يوم 11 يونيو عام 1897 , مدرسة الفنون الجميلة في كيتو في يوم 20 أكتوبر عام 1900, مدرسة نورمال مانويلا كانيزاريس في يوم 14 فبراير عام 1901، مدرسة نورمال خوان مونتالفو في يوم 25 مايو عام 1901، كلية فيسنتي روكافويرتي في غواياكيل يوم 11 أغسطس عام 1901, والكلية العسكرية ألوي ألفارو. في عام 1901، أسسوا مباني لإجراء مدارس نورمال مونتالفو ومانويلا كانيزاريس ومبنى لمدرسة فيسنتي روكافويرتي في غواياكيل. باختصار، كما أعطى في حكومة ألوي الفارو حافزاً للتعليم. الرئاسة الثانية: في الفترة الثانية لرئاسة الجنرال ألفارو، أجريت الأعمال التالية: في يوم 25 يونيو عام 1908 تم افتتاح خط السكة الحديد في الجنوب يربط بين كيتو وغواياكيل وأعطى 1700.000 سوكر لبناء نظام مياه الشرب في كيتو. وأنه وهب غواياكيل خط أنابيب لنفس هذه الخدمة الأساسية للذكرى المئوية لأول صرخة الاستقلال، أقام نصب تذكاري في ميدان كبير في كيتو، ومعرضا عالمياً. كما بني قصراً لهذا المعرض، وهو المقر الحالي لوزارة الدفاع في إكوادور. رفع مستويات حدودنا، زود مباني مناسبة لمختلف المؤسسات العسكرية. في عام 1910 كان هناك مواجهة حرب محتملة مع بيرو للصراعات الإقليمية المئوية، انتقل إلى الحدود الجنوبية لتنظيم الدفاع عن الجمهورية وحصل على أسلحة حديثة. في عام 1906 قد أصدر الدستور الليبرالي، الذي ينص على دولة علمانية، وضع حد لتدخل الكنيسة الكاثوليكية في السياسة. حقيقة مثيرة للاهتمام أنه منذ حكم إلوي ألفارو أعطي فرصة للمرآة في الدراسة وأن تكون جزءاً من المجتمع. أعمال أعمال—العثور على بقايا أشخاص للجنرال المارشال أياكوتشو أنطونيو خوسيه دي سوكري هم نفس الأشخاص الذين نقلوا إلى كاتدرائية متروبوليتان، قد احتفظ بهم وتجل لهم بكل احترام.أعاد تنظيم الافتقار إلي كونسرفتوار الموسيقى، تلاشى الامتيازات العسكرية والكنسية. في مجال التعليم افتتح العديد من المراكز التعليمية من بينها: مدرسة بوليفار دى تولكان ومدرسة ميخيا في كيتو ومدرسة للبنات في إسميرالداس في عام 1899، أنشأ مدرسة عسكرية للموسيقى في كيتو وافتتحها.

## التسلسل الزمني للفاريسمو
التمرد الليبرالي

إلوي ألفارو

انتخبت الجمعية التأسيسية الثانية في امباتو الرئيس فينتيميلا في يوم 31 مارس عام 1878. يوم 6 أبريل صدر في امباتو الدستور التاسع الذي يلغى عقوبة الإعدام للجرائم السياسية والشائعة وعلمانية التعليم . يوم 21 مارس اجناسيو دي فينتيميلا فيلاسيس استلم السلطة كرئيس للجمهورية وليس لديه نائباً.
عام 1880 المرسوم التشريعي يصدق على الاتفاقية الجديدة مع الفاتيكان. في يوم 20 أكتوبر وصل إلوي ألفارو إلى إسميرالداس وبتأييد من العقيد سيزار جيديس، الرئيس العسكري لإسميرالداس أعلن رئيساً أعلى. فشل الحملة. يوم 30 أكتوبر هاجموا الثوريين الليبراليين تولكان وأعلنوا خوان مونتالفو رئيساً أعلى . الحادثة لا تدوم سوى يوم واحد. وقع حاكم إكوادور معاهدة السلام والصداقة مع أسبانيا.
يوم14 مارس عام 1882 تم اعتماد إصدار الاتفاقية الجديدة. يوم 25 مارس أعلن فينتيميلا رئيساً أعلى قبل الانتخابات. تعلن كيتو وغواياكيل أن إغناسيو دي فينتيميلا رئيس أعلى في يوم 26 مارس ويوم 2 أبريل، على التوالي. في يونيو بدأ النضال المسلح لليبراليين والمحافظين ضد ديكتاتورية فينتيميلا.
يوم 14 يناير عام 1883 أعلن بينتافيراتو من قبل (جنرال اجوستين غيريرو، لويس كورديرو، رافاييل بيريس باريخا، بابلو هيريرا وبيدرو ليزارزابورو) رئيساً أعلى في كيتو. يوم 2فبراير ترقى إلوي ألفارو من رتبة جنرال إلى لواء جيش إكوادور. يوم 5يونيو أعلن إلوي ألفارو رئيس أعلى لمانابي وإسميرالداس. يوم 9 يوليو هرب فينتيميلا على متن سفينة إلى ليما عندما ألفارو وخوسيه ماريا وساراستي حاصروه في غواياكيل. يوم10 يوليو أعلن بيدرو كاربو رئيساً أعلى لغواياكيل. في شهر يوليو هناك ثلاث حكام في البلاد: ألفارو في مانابى وواسميرالداس، كاربو بيدرو في غواياكيل، وبينتافيراتو في كيتو. يوم 15 أكتوبر تم تعيين خوسيه ماريا بلاسيدو كامانيو من قبل الجمعية التأسيسية وتولى منصب رئيس مؤقت. تم إصدار مرسوم تشريعي يأذن للتفاوض مع الفاتيكان حول استبدال «الزكاة» بضريبة أخرى. في كيتو يبدأ بناء الطريق الشمالي.
يوم 10 فبراير عام 1884 خوسيه ماريا بلاسيدو كامانيو غوميز كورنيخو تولى منصب رئيس الجمهورية ونائبه أغوستين غيريرو ليزارزابورو. يوم 13 فبراير تم إصدار الدستور العاشر في كيتو الذي يلغى عقوبة الإعدام.
يوم 1 يناير عام 1885 الليبرالي نيكولاس إنفانتي دياز أصيب بطلق ناري في بالينكي. جماعات مسلحة من الفاريستاس «عصابات مسلحة» هيئت عدم الاستقرار على الساحل. الثوار أصيبوا بطلق ناري في الجنوب. يبدأ المسار من كيتو إلى ارشذونه.
يوم 20 مارس عام 1887 العقيد لويس فارجاس توريس أصيب بطلق ناري في كوينكا. يوم 1 أغسطس اتفاقية اسبينوزا وبونيفاس مع بيرو حيث أن ملك أسبانيا يحكم في مسألة الحدود.
يوم 17 أغسطس عام 1888 انطونيو فلوريس خيخون (ابن الجنرال خوان خوسيه فلوريس) تولى منصب رئيس الجمهورية ونائبه بيدرو خوسيه سيفالوس سلفادور. فإنه أعاد وزارة التعليم العامة وأسس مجلس الإحسان في غواياكيل.
يوم 5يونيو عام 1889 تم أستبدال الزكاة للكنيسة الكاثوليكية بفرض ضريبة على الممتلكات وتصدير الكاكاو.
يوم 1 يوليو عام 1892 تولى لويس كورديرو كريسبو منصب رئيس الجمهورية ونائبه بابلو هيريرا.
في يناير عام 1894 تولي فيسنتي لوسيو سالازار منصب نائب الرئيس.
يوم 9 أبريل عام 1895 القوات الحكومية تقاوم القوات الليبرالية والمحافظة التي أخذت غواراندا. يوم 10 أبريل القوات الحكومية تحارب ضد القوات المحافظة في كيتو. يوم 16 و17 أبريل استقال كورديرو ومارس فيسنتي لوسيو سالازار السلطة التنفيذية. يوم 1 مايو مجموعة من المحافظين وكورديريستاس هزمت من قبل جيش «عصابات مسلحة» من تشوني في موقع صفراوات بقيادة كانتون توساجوا لتجاهل الجوانب القانونية لحكومة كورديرو. أنصار الجانبين لم يستطيعوا بالسواطير والتمرد على آلاف من الثوار. يوم 5 مايو شعب تشوني في محافظة مانابي، أقر لأول مرة رئيساً للدولة بعد ما تم توحيد انتصارات ثورات العصابات المسلحة في الشمال ووسط مانابي، تعزيز الإعلان الليبرالي لشونى في ببيان النشر. كارلوس توريس كونشا وليبراليين آخرين اخذوا مدينة إسميرالداس. يوم 9 مايو قوات ليبرالية بقيادة العقيد مانويل سيرانو ريندا انتصروا في الأورو. يوم 4 يونيو عين اجناسيو روبلز كزعيم مدني وعسكري لمدينة غواياكيل. يوم 5 يونيو أعلن خوسيه إلوي ألفارو رئيسا أعلى للجمهورية من قبل الجمعية الشعبية في غواياكيل . يوم 19 يونيو وصل إلوي ألفارو إلى غواياكيل وبنما، حصل على السلطة. يوم 22 يوليو انتصرت القوات الليبرالية على القوات الحكومية في جوانجوبود (شمبورازو). انتصرت القوات الحكومية على القوات الليبرالية في لوخا وسان ميجيل دي شيمبو في 29 يوليو و6 أغسطس على التوالي. يوم 9 أغسطس انتصرت الجيوش الليبرالية في بالينكي وكيفيدو (لوس رييوس). يوم 15 أغسطس الجيش الليبرالي هُزم من قوات الجنرال خوسيه ماريا ساراستي في جوتاثو (شمبورازو).وأيضا انتصروا في خيرون (أزواي). يوم 24 أغسطس تم ترقية ألوى الفارو إلى رتبة لواء في جيش الإكوادور، أكبر رتبة في عصره للانتصار في معركة جاتاثو.
يوم 19 مايو عام 1896 أنشأت مدرسة بوليفار دى تولكان الوطنية، أول مدرسة علمانية إكوادور. يوم 29 مايو المحافظين الإكوادوريين المنفيين في كولومبيا وحلفاء كولومبيين واجهوا القوات الحكومية في كابراس (كارتشى). يوم 5 يوليو اخذوا قوات المحافظين بقيادة العقيد انطونيو فيجا مونيوز مدينة كوينكا. يوم 20 أغسطس الجيش الليبرالي بقيادة الجنرال اولبيانو باييث هزم قوات فيجا في ليركاى ولينتا وخيرون. يوم 22 أغسطس انتصر الجيش الليبرالي في كوينكا بعد مقاومة عنيفة تتطلب القتال من منزل إلى أخر، يموت فيها 1250 مقاتل. يوم 9 أكتوبر الجمعية التأسيسية الليبرالية الأولى (الوطنية الثانية عشر) تجتمع في غواياكيل وتعين خوسيه إلوي ألفارو دلغادو كرئيس مؤقت.
يوم 14 يناير عام 1897 صدر الدستور الحادي عشر في كيتو (أول دستور الفاريستا) الذي ينص على حرية الدين، إلغاء عقوبة الإعدام، وفرض المساواة بين المواطنين أمام القانون. يوم 17 يناير خوسيه إلوي ألفارو دلغادو تولى منصب رئيس الجمهورية ونائبه مانويل بنينو كويفا. صدر القانون الذي يضمن حرية الرأي. يتم إصدار قانون التعليم العام الذي يضع دورة التعليم (بما في ذلك التعليم الجامعي) الخاضعة لسيطرة الدولة، وإلزامي في المدارس الابتدائية، المجانية والعلمانية . يوم1 يونيو ينشئ معهد ميخيا الوطني مع التعليم العلماني. يوم 17يونيو تم توقيع عقد بناء السكك الحديدية بين غواياكيل، كيتو .
عام 1898 يتم تخفيض عائدات الكنسية، بإلغاء الضرائب التي حلت محل الزكاة.
يوم 31 أكتوبر عام 1900 المؤتمر يمرر العلم وشعار النبالة من إكوادور بإنشاء «السجل المدني»، الذي أخذ من الكنيسة وسائل الإعلام والسيطرة على المواطنين. تسجيل المواليد وإدارة المقابر التي مرت في أيدي الدولة.
يوم 1 سبتمبر عام 1901 ليونيداس بلازا جوتيريز يتولى منصب رئيس الجمهورية ونائبه الفريدو باكيريزو مورينو.
يوم 7 يوليو عام 1902 عام يصل أول قطار سكة حديد إلى ألاوسي . يوم 3 أكتوبر صدر قانون الزواج المدني. يتم إصدار قانون يسمح بالطلاق.
يوم 12 أكتوبر عام 1904 يتم إصدار قانون الطوائف الدينية الذي أسس العلاقات بين الكنيسة والدولة.
يوم 24 يوليو عام 1905 وصل خط السكة الحديدية إلي ريوبامب. يوم 1 سبتمبر ليزاردو غارسيا سوروثا تولى منصب رئيس الجمهورية ونائبه الفريدو باكيريزو مورينو . يوم 31 ديسمبر إلوي ألفارو يقود انقلابا ضد حكومة ليزاردو جارسيا.
يوم 16 يناير عام 1906 إلوي ألفارو يأخذ السلطة كرئيس أعلى بعدما هزمت قواته القوات الحكومية في شاسكي (كوتوباكسي). يوم 19 يناير غواياكيل تعترف بأن إلوي ألفارو رئيس أعلى. يوم 9 أكتوبر انُتخب إلوي ألفارو رئيس مؤقت من قبل الجمعية التأسيسية. يوم 22 ديسمبر صدر الدستور الثاني عشر في كيتو، يدعى«ملحد» من قبل المحافظين، ذلك يحدد الفصل بين الكنيسة والدولة. الدولة هي العليا. يتم إزالة منصب نائب الرئيس.
يصل خط السكة الحديد إلي أمباتو.
يوم 1 يناير عام 1907 عين إلوي الفارو رئيس الجمهورية من قبل الجمعية التأسيسية.
يوم 25 يونيو عام 1908 تم افتتاح خط السكة الحديد بين غواياكيل وكيتو. يوم 6 نوفمبر صدر «قانون أيدي القتلى»، والذي بموجبه صادرت الممتلكات من رجال الدين لصالح المساعدات العامة .
يوم 24 أبريل عام 1910 تولى ألفارو قيادة الجيش لتحصين خليج غواياكيل في حالة حدوث غزو بيرو ويتجنب التدخل الدبلوماسي للولايات المتحدة، والأرجنتين، والبرازيل الحرب.
يوم 30 يوليو عام 1911 المجلس الوطني يطلب من حكومة ألفارو الاعتراف بانتخاب اميليو استرادا رئيسا. يوم 11 أغسطس ألفارو يستقيل بسبب ثورة شعبية؛ رئيس البرلمان، أصبح كارلوس فرايلي زالدومبيدي مسؤول عن السلطة. يوم 1 سبتمبر اميليو كارمونا استرادا تولى منصب الرئيس الدستوري وليس لديه نائب. يوم 21 ديسمبر توفي استرادا بنوبة قلبية. يوم 22 ديسمبر أصبح مرة أخرى كارلوس فرايلي زالدومبيدي مسؤول عن السلطة.
يوم 12 يناير عام 1912 سقط إلوي ألفارو في غواياكيل . يوم 28 يناير بأمر من فرايلي، ألفار، بايز.سيرانو والصحفي لوسيانو كورال تم وضعوهما في عقوبة مورينو غارسيا في كيتو. الحكومة لا تحمي السجناء الفاريستاس«الرعاع المنظم» التي تغزو عقوبة مورينو غارسيا، تقتل المعتقلين، سحبهم في شوارع كيتو وحرق الجثث في ايجيديو.

## العلمانية

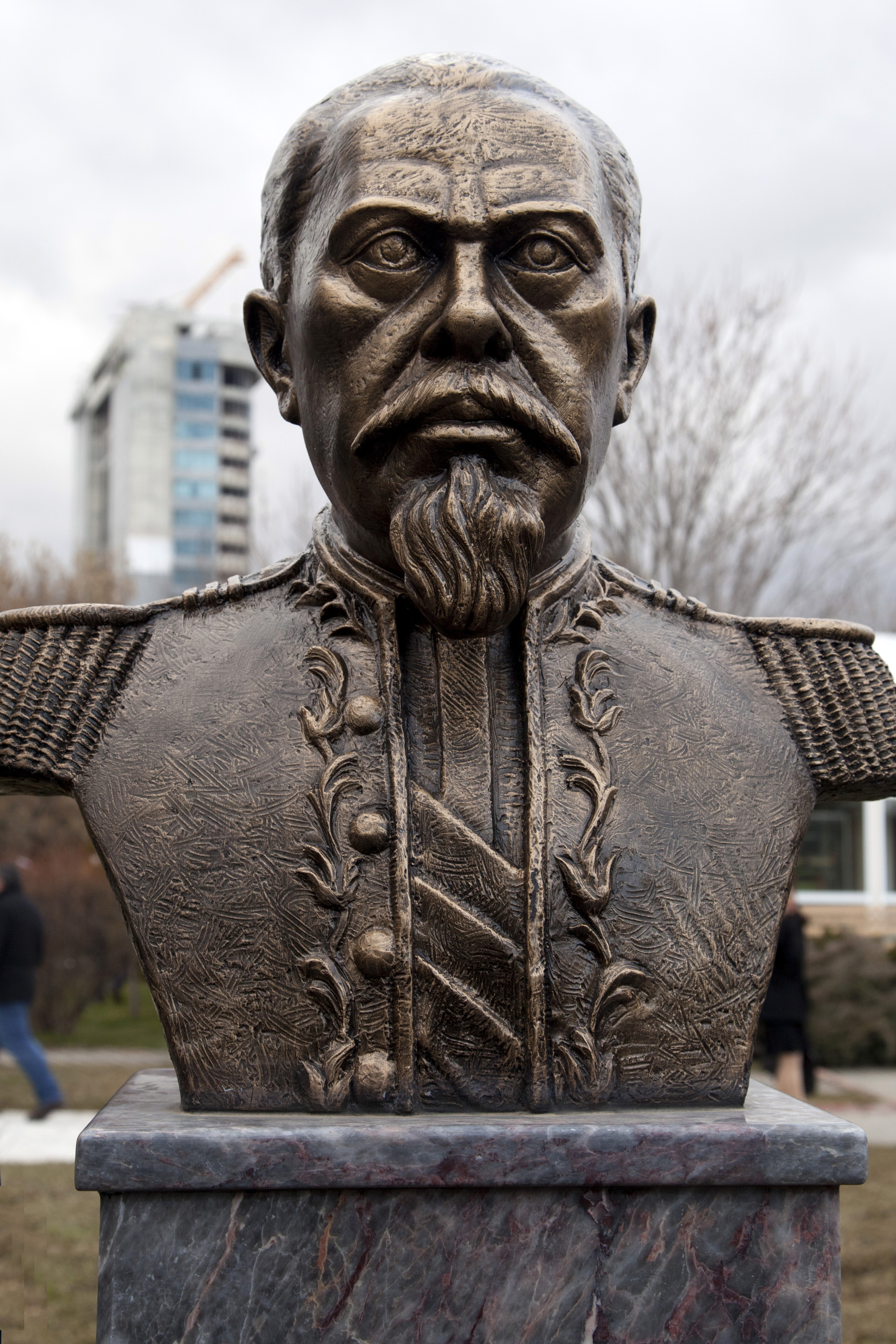
الجنرال إلوي ألفاروقام

إلوي ألفارو بإنشاء المدارس الحكومية العلمانية هي واحدة من المساهمات الرئيسية، وحرمان الكنيسة الكاثوليكية من احتكار التعليم. كانت هذه التدابير كانت مستوحاة من المفكرين مثل خوان مونتالفو وخوسيه بيرالتا الذين قادوا علمنة المجتمع الإكوادوري. وكان إنشاء المدارس الحكومية والمدارس الخاصة لتشكيل معلمين علمانيين واحداً من المهام الرئيسية لإلوي ألفارو. أحد التدابير للثورة الليبرالية التي استمرت لعقود كان التزام طلاب المدارس الكاثوليكية لتقدم امتحاناتهم والتحقق من صحة المهارات الخاصة بهم لوضع المعلمين العلمانيين في الدولة. تأسست أول مدرسة علمانية في البلاد في عام 1896 من قبل إلوي ألفارو مدرسه بوليفار دى تولكان، تليها المدارس مثل ميخيا ومانويلا كانيزاريس في كيتو. الجنرال كان عضوا في المحافل الماسونية، كأبطال الاستقلال، وساهمت جهوده في الفصل بين الكنيسة والدولة في مجالات مثل إنشاء السجل المدني. يسمح هذا التدبير للأشخاص الحق في الهوية دون أن يكون كاثوليك. شجع ألفارو الحرية الدينية، مما سمح بدخول البعثات البروتستانتية إلي البلاد، وخاصة من الولايات المتحدة. وبهذه الطريقة الفارو أرسى أسس علمنه المجتمع وانفتاحها علي العالم على نطاق واسع طوال القرن العشرين.

## الهزيمة والقتل: الهمجية الموقدة

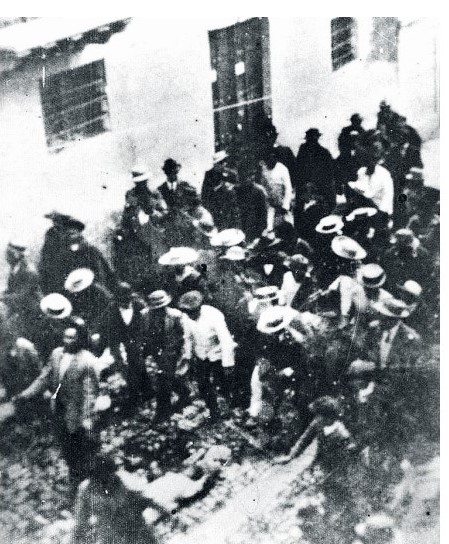

منذ منتصف عام1911، في كيتو وفي جميع أنحاء البلاد تم تعزيز وتوسيع في يوم أغسطس مناخ ضد الفرستا الذي بلغ ذروته مع الانقلاب العسكري، مما أجبر إلوي ألفارو الاستقالة من رئاسة الجمهورية، اللجوء إلى شيلي ونُفي في وقت لاحق إلى بنما. ووفقا لتقديرات كريستوبال جانجوتينا ، أحد شهود عيان للأحداث التي تركت مؤرخة للوقائع، كانت حياة إلوي ألفارو في خطر أثناء الاطاحه به ويتم حفظه من قبل القناصل من البرازيل وشيلي. اللقب الأخير ايستمان، كان مسئولا عن اتفاق سمح بأن ألفارو يغادر سالماً ولكن واعدة بمغادرة البلد لمدة سنة على الأقل. ومنذ ذلك الحين، المحارب القديم، سوف يفقد كل الدعم في المؤتمر، حيث «الغالبية الدستورية» تشن هجوم ضده، ووصلوا إلى خطة في وضع لوحة تشهير ضد الفاريسمو في قصر كارونديليه وطلب تسليمه للمحاكمة، في حين ألقي القبض على رجال النظام القديم وعانوا من آثار الحشد الغاضب الذي أعدم العقيد كيروغا دون محاكمة قانونية. في هذا المناخ، «فيكتور إميليو استرادا»، استولى على السلطة، ولكن مشاكله في القلب التي قادته إلى المقبرة بعد ثلاثة أشهر. في المؤتمر هيمنوا بلاسيستاس والمحافظين وانتخبوا رئيس المؤتمر فرايلي كارلوس زالدومبيدي ليكون مسؤولا عن الحكومة الذي رفض من قبل الفاريستاس إسميرالداس الذين اختاروا فلافيو الفارو قائدا أعلى ، بينما الجنرال بيدرو مونتيرو ، المخلصين من أتباع ألفارو وقائد الجيش في غواياكيل، أعلنت من جانبها كرئيس أعلى لغواياس. الجنرال ليونيداس بلازا غوتييريز نيابة عن الحكومة كقائد للجيش ، وذهب إلى غواياكيل، لمكافحة انتفاضة مونتيرو، الذي تلقى الدعم من فلافيو ألفارو والوي ألفار، الذي عاد من بنما بناء على طلب من مونتيرو للعمل كوسيط وصانع سلام. عاد الفارو لتكون بمثابة الوسيط بين شعبه والحكومة، تجنب العديد من المشاكل للتطرف واختفاء الحزب كليا.
القوى الليبرالية هزمت في معارك متتالية في هويجرا، نارانجيتو وياغاتشي، حيث يموت ما يقرب من ألف رجل، في حرب أهلية قصيرة. مونتيرو اضطرت إلى التوصل إلى اتفاق استسلام الذي طالب بضمانات لألفارو ورفاقه. أمام هزيمة وشيكة لليبرالية، المحارب القديم وقع استسلام المصدق عليه، التي تمت بوساطة من القناصل من الولايات المتحدة وبريطانيا العظمى في غواياكيل. شاهد استسلام القوى الليبرالية ، العفو عن مونتيرو والمشاركين في الفترة من 28 ديسمبر، والمنفى الطوعي السيد لألوي، في بخار تعيين من قبل الحكومة. لن يكون هناك أي عمليات انتقامية.
ولكن لا تحترم الحجة القائلة بأن ألفارو لم يحترم التزامه السابق من عام 1911، الجنرال ليونيداس بلازا، رئيس القوات الحكومية، أمر إلقاء القبض على الوي وفلافيو الفارو وبيدرو مونتيرو وألبينو بايز ؛ وبالإضافة إلى ذلك، اعتقل أشخاص لا علاقة لهم بالوقائع السابقة، ولكن في ضوء حقيقة أنهم ليبراليين مثل ميداردو ألفارو، صحفي لوتشيانو كورال ، مدير ليبرالي صحيفة الوقت، مانويل سيرانو.
الجنرال مونتيرو حوكم بتهمة الخيانة في غواياكيل، بحجة كونها تخضع لاختصاص القضاء العسكري، حيث في نهاية الجملة التي تدين له 16 عاما في السجن، أن جنديا أطلق النار عليه في جبهته وألقوا به في الشارع من نافذة. كما هو الحال في فكرة سابقة لما سيأتي أن الشعب جر جثته في شوارع غواياكيل وأحرقوه بشكل وحشي في ساحة.
| إلوي ألفارو | الجثة ثم التخلي عنها في الشوارع وتقطيع أوصالها وأخيرا حرقها في الساحة. | إلوي ألفارو |

أمر الرئيس فرايلي السجناء الآخرين تم جلبهم إلى كيتو. بلازا يبدو أنه يتعارض مع هذا الحكم، ولكن اتهم المؤرخ روبرتو أندرادي بالعبث بالقرار وتخطيط اغتيال رؤساء الراديكالية، التي وقع أخيرا في العاصمة في 28 يناير 1912 في عقوبة مورينو غارسيا . كما في السخرية التاريخية، ذهب الجنرال ألفارو إلى كيتو في نفس القطار الذي بناه.
مثيرة للجدل حتى اليوم، المسألة المتعلقة بالمسئولين الماديين والفكريين عن مقتل ألفارو والعديد من مساعديه.
القصة الرسمية تنسب هذا العار إلي السكان .المؤرخ روبرتو أندرادي، المعاصر ألفارو واتهام ليونيداس بلازا، الإفراج عن محققين آخرين. لا أحد ينكر أنها كانت جريمة سياسية ومروعة بتحريض من بروتيرفوس منتقلة، التي لا تزال تملأ جمهورية السبات.
| إلوي ألفارو | ثم هبط بلازا مع جيشه، وكان أول قرار لها في غواياكيل، انتهاك تنازلات، في بعض أنواعه أعرب عن دهشته لأن الجنرالات لم ينجُ: هذا هو البيان أنه قام بذلك.وذلك لأنه لا يهتم بحل وسط. في أفضل حدث لهذا الرجل سمح بإلقاء نظرة علي شعر الأوغاد. أمر إلقاء القبض على الجنرال إلوي ألفارو والجنرال البينو بايز الذين كانوا معا، في انتظار تعيين البخار الذي ينبغي شروعها وكان حذرا على إدماجها في السكان والجنود المنتخبة المقنعة ذلك لأنهم يقتلون الجنرالات في الشارع، وعندما اقتادتهم إلى السجن"يشير إلى بلازا": قد أرسل برقية وشريكة فالفيردي إلي مانابى في نفس الساعات:ويكشف حقيقة أسر جميع القادة السجناء إنها عدالة عليا سوف تدمر الشر بطريقة جذرية وإلى الأبد. | إلوي ألفارو |

إلوي ألفارو

احتفظوا بالعقوبات غارسيا مورينو فوج رقم 4، وكتائب «كيتو» و"82"، وأقسام الشرطة. وقد قدر في عام 1919، من قبل 600 جندي مسلح إلى الحامية يجب حماية السجن والمحافظة على النظام، لكنه لم يفعل ذلك. جاء أسرى الحرب بقيادة العقيد اليخاندرو سييرا وجنوده من كتيبة مارانيون سيرا على الأقدام وعلى ظهور الخيل إلى كيتو. وفي حين أنه كان سراً إن تأمر بالقتل- بعض الصحف أشاروا له في المقالات الافتتاحية ، ولكن نظرا لنسبة الأمية في ذلك الوقت من المستبعد جدا أن تأثر مباشرا على الكتلة -سييرا سار للجنرال ألفارو في سيارة بيضاء من القطاع تشيلوجالو، عند المدخل الجنوبي من كيتو، الجنائية أخذته للشوارع الأكثر ازدحاما حيث تستطيع الناس أن تراه وتقوم بإهانته. ويرى جانجونتينا أن هناك حوادث بين الحراس والشعب، إلى نهاية وجود ميت واحد وعلي الأقل إصابة شخص. ألقى الجيش الفارو في السجون حيث أنه كان مسجونا في القسم هاء، بجانب مساعديه، ولكن لا يوجد وقت حتى لضمان للزنزانة عندما بدأ الهجوم.
كان بعد الظهر بفترة قصيرة عندما أ حاط حشد من أربعة آلاف شخص ببينال للاعتداء علية تقدير من قبل المدعي العام بيو ألفارادو خاراميو في عام 1919، العسكريين، وفقا لقدرة أثبات المدعى العام ليس فقط أن يظهروا أي مقاومة، لكنه دعا الناس لإعطائه الأسلحة والعناصر للهجوم.قاوم فقط الحرس الداخلي لبينال، وتأمين الأبواب مع ما لديهم في متناول اليد، ولكن سرعان ما تم تدميرهم . تم إطلاق كل طلقات ضد بينال دون إجراء حريق من الداخل.كما أنها يمكن أن تضع جانجوتينا في زيارة تستغرق بضعة أيام، أجبر القتلة على أطلاق الطلقات من النافذة والباب الخشبي في حين أنهم لم يستطيعوا كسر الباب الرئيسي.وقد تم تأمين الباب الخشبي بقليل من الطوب، ولكن دون جدوى.أولئك الذين دخلوا ثم فتحتوا الباب الأمامي، وعرف بسرعة بحيث كانوا أسرى، بينما كانوا متوجهين لسلسلة ه (E) دون تأخير.
الجنرال ألفارو ، الذي كان عمره 70 عاماً، قال لمدير بينال «روبن استرادا» أنه كان غرقاً وطلب منه درج للجلوس، لأنه الخلية لا يوجد لها أثاث. وصرح المدير أنه كان على استعداد لإعطائك كرسي.
تم دخول مجموعة من الحرفيين في كيتو، مسلحين بالبنادق والمسدسات والهراوات، بسهولة إلى الخلايا التي أدت إلى الرئيس السابق ومساعديه.كانت أبواب الخلايا مفتوحة، لأنه كما ذكر من قبل موظفي السجن، أنهم لم يكن لديهم الوقت لتأمينهم بالإقفال، ما عدا الخلية فلافيو ألفارو .
عندما شعر جنرال الذي يبلغ من العمر بضوضاء، يسير على قدمه، أقترب من الباب ملتزماً الصمت.دخل سائق يدعى خوسيه سيفالوس، على ما يبدو أنه رجل مستأجر من قبل الحكومة والوزير فريل، أوكتافيو دياز، الخلية لقتله. وفقا جانجوتينا، الجنرال كان يحمل معه زجاجة من الكونياك، التي شنت عليه.
صرح أدولفو ساندوفال الشاهد على مقتل الجنرال في العملية:
| إلوي ألفارو | اخترق الغوغاء من خلال الباب تلك المؤسسة، أن وجدت فعلا محطمة، وقد شنوا نوعاً من الجدار الطوب اللبن، التي بذلت لحمايته. وقد تسلق سلم سلسلة 'ه' وجدت في خلية الجنرال إيلوي ألفارو وبايز ألبينو، وأنا أعرف أن السائق خوسيه سيفالوس،مواجهاً للجنرال ألفارو قائلاً له:"أين ملايين الناس التي سرقت الرجل العجوز بدون خجل"،وقدم له ضربات بعصا من ناحية، وزرى على الأرض، ومن ثم كان لديه بندقية فقتله، وثم فعل نفس الشيء مع الجنرال بويز .عندما قتل بالفعل الجنرال بايز ،النجار إميليو سواريز، قدم له باريتازو في الوجه الذي أدلى التورتيا، أنها أخرجت جثثهم ألقوا بهم من العلية إلى أسفل، وأنها خفضت لهم. ثم عاد سيفالوس، مرددين 'المفقودين أحد اللصوص'، والذهاب إلى الخلية حيث كان الجنرال فلافيو وألفارو، تلك الأبواب التي قد تم تأمينها بقفل، وكسرت واخترقت بالرصاص ،بإطلاق النار ،سقط ميتاً، في تلك الظروف دخل شاب معه بندقية في يده،قام أيضا إطلاق النار :لم اعرف هذا الشاب ولكن ينبغى اني يعطى سبب اتهلمه سيفالوس.ورأيت أيضاً الإسكافي مونتينيجرو مع السكين وأيضاً كان يصرخ أنة كان عليه قتل فلافيستاس،سائق سيدة إيزابيل بالاسيوس،تم إطلاق النار على زنزانة السجناء،في رفقة كثيراً من الناس، لا يمكن ان نعرفهم لأن كان عددهم كثيراً وأيضا لأن هناك تشويش، لأن ما حدث لا يمكن تفسيره، الأحداث التي مرت كانت رهيبة. | إلوي ألفارو |

كما أنه روي جانجوتينا، أخفى ألبينو بايز مسدس في الحذاء، التي يمكن الدفاع عنها وإسقاط أحد المهاجمين، قبل تلقي رصاصة قاتلة في الوجه.
فلافيو ألفاروقام بغلق باب زنزانته، لا يمكن أن تقاوم وبع عدة دقائق من إطلاق النار عليه من الخارج، في نهاية المطاف أصيب بطلقات بندقية.
قتل القتلة في سجن مشترك، الذين ظنوا أنة واحداً من السياسيين الليبراليين.
في إصدار اندرادي، دعا شخص يسمى بيسانتيس للشعب وفتح الأبواب، وأمر بتسليم الجثث وسحبهم وحرقهم.وفقا للمدعى العام بيو جاراميلو ألفارادو أسس في عام 1919, مجموعة من الحرفيين المولدين، الذين يدعى خوسيه سيفالوس، خوسيه إميليو سواريز، أليخاندرو سلفادور مارتينيز، خوليو باكا مونتانيو، ماريا مونيكا جنوب، إميليا لاسو وسيلفيريو سيغورا وكانوا زعماء الرئيسي للمجموعة القتلة الذين دخلوا بالقوة إلى بينال في كيتو والمنظمين من إعدام دون محاكمة، وحرق البقايا اللاحقة.وعلى الرغم من ما كتب بواسطة «خوسيه ماريا فارغاس فيلا»، في كتابها «الموت للكندور»، لم يشارك في الجريمة الهنود أو أشخاص من مدن أخرى، لأن تقريبا كل الناس تعرف باسم الحرفيين والسائقين في كيتو.حول سيفالوس، المدعي العام لا يمكن أن يدرك علاقته مع رئيس الوزراء، أوكتافيو دياز، وعلى مايبدو انه يعمل معه وكان لديه بضع دقائق قبل أن ينضم إلى الغوغاء ويؤدي إلى اغتيال ألفارو. وهذا أمر ينفى دائماً من قبل دياس.
كان المشهد مريب.تم ربط الجثث العارية من الايدي والأقدام من قبل الغوغاء.جثة الصحافي الليبرالي لوتشيانو كورال، قام محام بقطع لسانه وحملهعلى طرف عصاه ليعرضه على الناس.
قاد السيدات مثل ماريا مونيكا كونستانتي والمستعار تشيمبورازو واميليا لاسو إلى المذبحة ، سحب بأنفسهم ما تبقى من الجنرالات الذين قتلتهم المدينة بأكملها تقريبا، منذ بينال جارسيا مورينو في وسط لضواحي، إلى حقل في شمال كيتو المعروفة باسم الإيخيدو (الآن متنزه للمدينة) منذ عهد الاستعمار.
تم سحب جثث إيلوي ألفارو والبينو بايز إلى شوارع روكافويرتي، فنزويلا وغواياكيل، مرورا بساحات سانتو دومينغو والاستقلال، ثم تتجه نحو إخيدو.هناك مرة واحدة، وأحرقوا على الأقل خمسة حرائق لحرق ما تبقى، وبالفعل تضررت بشدة بالسحب على مدار الكتل الكثيرة على الشوارع الممهدة بالحجرة.
كان من على سطح منزل في بلازا دي سانتو دومينغو، جانجوتينا يمكن أن نرى ما يلي:
| إلوي ألفارو | ذهبت إلى الركن في الوقت المناسب لرؤية الجسد العاري من دون إيلوي ألفارو، الذي كان أول من أسقطوه.كانت الجثة عارية من الخصر والساقين ما زال لديه بنطلون قماش زرقاء، بجوار الفم، على الجانب الأيسر، كان لديه جرح،التي لا يمكن أن أعرف إذا أنه قتل بالرصاص أو بالسلاح الأبيض.الرأس على ما يبدو قد سحقت جميع عظام الجمجمة، في مثل هذه طريقة أنها كانت تهتز مثل كيس جيلي: سيعيش ألف سنة أنه لن إنسي ابدأ ما رأيت. في حالة الجسم،والذي تم اكتشافه، لم أتمكن من رؤية أي الجرح ،على الرغم من أن قالوا أنه لديه واحدة في اثدى اليسار. رأيت، نعم، بقع الدم على صدره، ولكن لم أجد أنه من الجرح في الوجه.رؤية هذا التحرك كتلة المروعةلم أستطع الاستمرار لفتة من الرعب، وأخذت يديها باستمرار في وجهه واسمحوا لي من صرخة "كيف الرهيبة". ولكن بعد ذلك فتى وبخ لي، "المارقة الثوم" صاح وهو يشير بمسدسه (...) وأحاط الرعاع بالجثث في جميع أنحاء غواياكيل حتى بلازا دي ألاميدا،حيث قيل أنهم يشوهون جثة الدون إيلوي ألفارو، قطع قضيبه. | إلوي ألفارو |

ثم يروى جانجوتينا أن القتلة المسلحين أجبروه على نشيد المشهد المريع الذي شهد تحت تهديد السلاح.
على الرغم من أن الحشد كان يهتف «يحيا الشعب الكاثوليكية»، الكنيسة الكاثوليكية لم يشارك في المذبحة. وقال رئيس أساقفة في كيتو، فيديريكو غونزاليس سواريز، بعد الأحداث:
| إلوي ألفارو | في لحظات عندما تم سحب جثث الفارو إلوي والبينو بايز من ميدان الاستقلال،دخلت مجموعة من الناس قصر رئيس الأساقفة ،يتجهوا إلى الشقق التى يحتلها ورفمو. اللورد رئيس الأساقفة. سماع الضجيج، وخرج من غرفته المونسنيور سواريز غونزاليس وتوقع رئيس الأساقفة المجموعة، سألهم ماذا يريدون. ما أجاب عليه: تعطينا إذن ربوبية الخاصة لقرع أجراس الكاتدرائية، لأن السيد ساكريستان مايور (ثم القسيس السيد خوسيه ميغيل مينيسيس) لا تريد أن تسمح لنا. ولماذا تريدوا دق أجراس الكاتدرائية؟ ،أجابه اولاً رئيس أساقفة. لأنه، أجاب، ونحن نفرح أن رحل كلا من يضطهد الكنيسة. الكنيسة لا يمكن أن نشيد هذا السلوك، ولذا يجب أن يتم ترحيلك من هنا وأحذر أن لا تضع الاصبع على أي أجراس الكنيسة. اختتم الأسقف.كان هناك، بالتالي، رنين الجرس في الكنائس الكاثوليكية، كما أنهم قد ادعى بعض تعالى. | إلوي ألفارو |

لم تدخل الجيش والشرطة الحالية حتى عندما غادر القتلة نار المعسكر الذي دعا الكاتب ألفريدو باريخا ديزكانسيكو «نار باربرا».وعلم أن الحكومة أعطت النظام لا لقمع أو التدخل، سواء القادة العسكريين رئيس بلدية شرطة كيتو. أعلن عمدة في العملية أن فرايلي هو الذي أعطاه النظام لا لمنع التجاوزات، حتى استقال من منصبه فورا.
جانجوتينا يحكي أن الحشد سحب الجثث عبر ساحة الاستقلال وثم سقطت نحو القديس أوغسطين، حيث عاش فرايلي زالدومبيدي، في منزلها حاول اختراق لترك الميت، شيء مما منع الحرس الحالي. فرايلي ذكر أنه كان مريضا وفي السرير، لذلك استأذن صاحبه للخروج ورؤية العرض.
ويصف جانجوتينا أنه ذهب لرؤية المشهد في العاصمة بارك، ما يقرب من 16:30. تحتاج منا أن لا أحد كان هناك حريق واحد، لكن على الأقل خمسة، الانحياز الشرق إلى الغرب في تطهير وفقط أنه الوارد غنائم إيلوي ألفارو والشعاب لوسيانو، أنه دمر ما تبقى إلى حد كبير. دنئ مع الوقود، تركت الرعاع لحرق في الوسط ومعترف بها بقايا العامة ألبينو بايز، فضلا عن قبض والفارو فلافيو، في جثث الذين شوهوا كان يمكن أن نرى ما زال في الأحشاء.يمكن أيضا يرون، شاهد الدقيقة، ما تبقى سلاسل المنضم القتلة في الكاحلين للضحايا. بعض الأطفال كانوا يلعبون مع الموتى والعض عليها بالعصي.
على ما تبقى من إيلوي ألفارو، ما يلي:
| إلوي ألفارو | ومن هنا، كانت المحارق 4 ونصف التي وصلت، أربعة (ثم تشدد على أن هم خمسة) محارق حرقت.في رقم الأول إيلوي ألفارو ولوتشيانو كورال. والثانى الجنرال مانويل سيرانو. الثالث الجنرال ألبينو بايز، الرابع فلافيو وميدرادو ألفارو،الخامس كما وضع ميدرادو، ولكن كما أنه يخرج، قد نقل الجثة إلى نار التى كان بها فلافيو .في وقت أن رأيت هذا المشهد الرهيب،كان الحريق أنطفأ تقريباً. لا يوجد نيران، ولكن فقط قامات شمعة،الجثث النصف متفحمه والدهون الخاصة المطلقة بالنيران المنتهية،ما أنتج الكثير من الدخان، ورائحة كريهة(...) , في المرة الأولى التي كانت تستهلك أكثر بسبب الحريق الدون إيلوي ألفارو، وكورال وكان أيضا لا يمكن التعرف عليه،كلا منهم لديهم روؤس واجنحة جسم والفخدين متفحمين،كان الدون إيلوي ألفارو لديه صنبور متفحم تماما، واقدام وإيدي الاثنين،وتقريبا سليمة. ويبدو هذا الحريق بالمزيد من الوقود، وذلك الذي دمر مزيد من الجثث. | إلوي ألفارو |

ومع ذلك، كما لو أن شيئا لم يحدث، عرضت فرقة موسيقية تراجع ضد الحكومة، ومجلس النواب وقصر كارونديليه. نشرت الصحف من وقت وقوع الحادث مع ملاحظات صغيرة. في نهاية قصته، جانجوتينا ينص على أن شعور الرأي العام بالإدانة تجاه الفظائع التي ارتكبت، ولكن أعمال القتل لها ما يبررها.ويلاحظ أيضا أن طلقة واحدة يمكن للحكومة استعادت الجثث ومنع الهمجية، ولكن يعتقد أنه من غير المرجح أن الجيش قد تلقى أوامر بإطلاق النار على الغوغاء. واتهم أيضا شهد العقيد له التراخي المطلق ضد ما يحدث والأعمال التي تقوم بها الصحافة مع المجلات السياسية، تمثل بلازا ليونيداس وخوليو أندرادي.
وساءل المدعي العام خاراميو بقسوة عن تصرفات الجيش، الذي يزعم أن سهلت الاعتداء الإجرامي وأعطت الأسلحة للقتلة سيفالوس وغيرها. الجيش أطاح الرئيس ألفارو قبل بضعة أشهر، ولم أكن أريد عودته.
أيالا مورا الذي كتب تاريخ الحديث لإكوادور ، مشيراً وفقاً لرأيه: هناك لا توجد أدلة كافية لاتهام بلازا، ولكن بدلاً من ذلك لا يرقى إليها الشك التي كانوا بلاسيستاس جنبا إلى جنب مع المحافظين ورجال الدين الذين حرضوا الحشد المجنون.
فيلا فارغاس نسبت الجريمة إلى كلا المحافظين مثل كارلوس توبار، الذي كان قد أعلن قبل سنوات المأساة، تم حرق ألفارو كانه كافر وبالنسبة لبلازا برغبته في البقاء مع السلطة.
جنبا إلى جنب مع إيلوي ألفارو، توفي (ولكن ليس كل شيء في نفس اليوم أو في نفس المكان) مانويل سيرانو، ألفارو فلافيو، بايز ألبينو، لوسيانو كورال ، بدرو مونتيرو، ميداردو ألفارو، بيليساريو توريس، لويس كويرولا.
من ذلك اليوم، بدأ الاضطهاد الفاريستاس في البلد، وحتى عام 1916 التي قضت بالفعل ليونيداس بلازا غوتييريز، سجلت حوالي 8,000 ميتا، بسبب حرب الأهلية التي اندلعت في الزمرد.

## الضريح والآثار
سراً، دون مراتب الشرف التي كان تحق له باعتباره الرئيس السابق وجنرال في الجيش، تم دفن بقايا المتعرف عليها من الرئيس ألفارو ومساعديه في مقبرة عامة في كيتو.تم تسجيل شهادة الوفاة وسبب الوفاة «قتله الشعب».هذا السجل لا يتم تسجيل الخبرة الطبية، ومع المراعاة ووفقا لجانجوتينا، في نفس المحرقة تم حرق ألفارو ولوتشيانو كورال حتى لا يمكن التعرف عليه، ليس من المؤكد أن تمكن من تحديد بقاياه بشكل صحيح، خلافا لغيرها من الشهداء الذين لم تحترق جثثهم تماما بسبب عدم كفاية الوقود. في ال 40 عاماً من القرن العشرين انتقل الذي يعتقد أن الرماد توجه إلى غواياكيل، في هذة المقبرة الجنرال ارتفع ضريح، مع تمثال نصفي برونزي. أثناء رئاسة رافائيل كوريا ديلغادو في عام 2008، إزالة جزء من رماد المفترض للمحارب القديم ونقل مع مرتبة الشرف العسكري للمدينة المعقدة ما يسمى ألفارو، في سكان مانابى مونتيكريستى، وطنه، الذي يضم أيضا الجمعية التأسيسية لعام 2008. الضريح، مزين بالجداريات، يحتوى على ما يفترض الرماد ألفارو في وعاء. زنزانة بينال غارسيا مورينو حيث قتل لم تكن احتلت . حاليا يوجد تمثال نصفي ألفارو فيها. في المدن الإكوادورية الرئيسية يوجد شوارع وسبل تكريما ألفارو. شارع إيلوي ألفارو واحداً من الشوارع الرئيسية في كيتو.العاصمة يقف أيضا مسلة الذي يشير إلى موقع جداً قريبة من الحقيقية، في الخث الذي أحرق أحشاء الرئيس ألفارو ومساعديه، ربما في الموقع جانجوتينا وقال بيرا رقم واحد. المسلة، باللون الأحمر، توج بشعلة في وسط الحديقة الإيخيدو. المسلة هو الذي يقرأ لوحة «تمجيد الشهادة والفارو، 28 يناير 1912».أمام المسلة، رفع رئيس بلدية باكو مونكايو تمثال ألفارو.كل 5 يونيه، الذكرى السنوية للثورة، المدارس العامة في كيتو إجلالا له بوضع اكاليل الزهور. كما انها تؤدي حفل في ذكراه المحافل الماسونية في العاصمة.في غواياكيل أقام نصب تذكاري كبير في منتصف القرن العشرين ذكرى للجنرال ألفارو، ويظهره قيادة الثورة الليبرالية.

## وصلات خارجية
- إلوي ألفارو على موقع الموسوعة البريطانية (الإنجليزية)

- http://especiales.elcomercio.com/2012/01/eloy_alfaro/docs/Los_ultimos_dias_de_Alfaro_cuaderno1.pdf
- http://especiales.elcomercio.com/2012/01/eloy_alfaro/docs/Los_ultimos_dias_de_Alfaro_cuaderno2.pdf
- http://especiales.elcomercio.com/2012/01/eloy_alfaro/docs/Los_ultimos_dias_de_Alfaro_cuaderno3.pdf
- http://especiales.elcomercio.com/2012/01/eloy_alfaro/docs/Los_ultimos_dias_de_Alfaro_cuaderno4.pdf
- http://especiales.elcomercio.com/2012/01/eloy_alfaro/docs/Los_ultimos_dias_de_Alfaro_cuaderno5.pdf